# آمیلکار سی‌جی‌اس‌اس

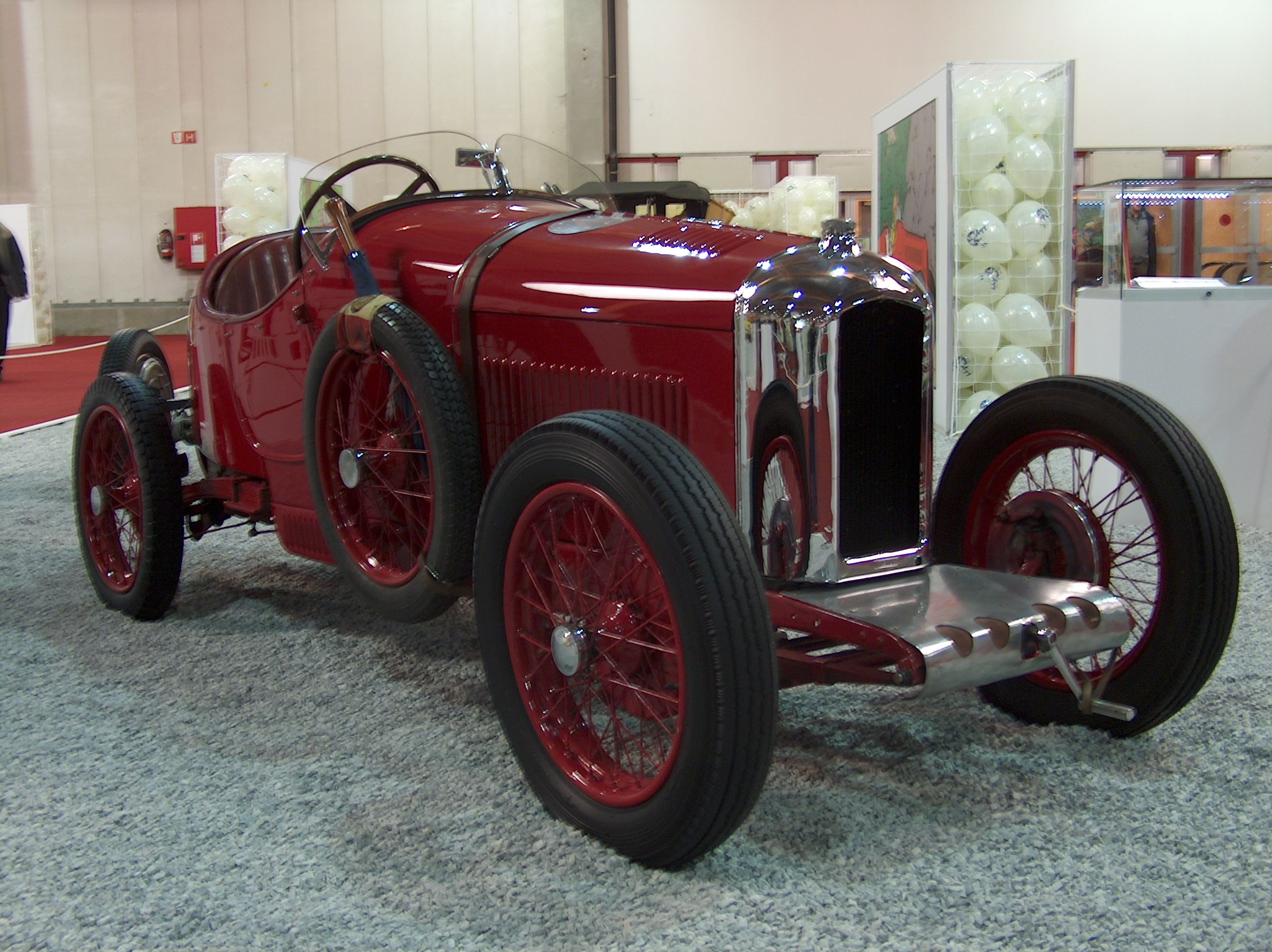

آمیلکار سی‌جی‌اس‌اس‌ (Amilcar CGSS) خودرویی است که در سال‌های ۱۹۲۶  تا ۱۹۲۹تولید شده‌است. طول آن در حالت طبیعی ۱۳۴ اینچ (۳٬۴۰۰ میلیمتر)  است. 
موتور آن ۱۰۷۴ سی‌سی سیستم جعبه‌دندهٔ آن به صورت دستی است.